# Strobilops affinis
Strobilops affinis är en snäckart som beskrevs av Henry Augustus Pilsbry 1893. Strobilops affinis ingår i släktet Strobilops och familjen Strobilopsidae. Inga underarter finns listade i Catalogue of Life.